# Fadiga
Es coneix com a fadiga el dret de prelació que té el senyor directe d’adquirir la cosa emfitèutica quan el senyor útil la traspassa a un altre per títol onerós.
A diferència del dret comú, que donava un termini de dos mesos al senyor, en dret català aquest només té trenta dies per pagar o dipositar el preu i accessoris, a partir de la data que presenta l'escriptura de transmissió. També és específic del dret català que els béns emfitèutics es puguin cedir a un tercer, excepte al bisbat de Girona i alguns llocs de la Catalunya Vella, on, a l’igual del dret comú, només es podia fadigar si els béns restaven per al senyor directe. En l’actual dret vigent a Catalunya, el senyor que fadiga no pot transmetre la propietat a títol onerós fins al cap de sis anys. El termini per a fadigar és de 15 dies des de la notificació de la transmissió, i si aquesta no es comunica, d’un any des de la inscripció al registre de la propietat. Tenen el dret de fadiga tant el senyor directe com el senyor útil en el cas que l’altra part trameti els seus drets a títol onerós. Segons la Compilació del 1960, la fadiga no pot tenir lloc en les permutacions, en les retrovendes, en les transaccions, en els violaris i en aquelles alienacions on el titular del dret no pugui complir, donant o fent, allò a què s'hauria obligat l’adquirent. Hom perd el dret de fadiga quan s'ha cobrat el lluïsme o consentit l’alienació i quan ha exercitat el dret de redempció abans de dictar-se sentència donant lloc a la fadiga. Quan el domini directe és de diverses persones en indivís, aquestes tenen el dret d’exercitar la fadiga conjuntament o per cessió dels restants. Si el domini directe és en usdefruit, cal que faci ús de la fadiga el nu-propietari.